# Причевска пећина
Причевска пећина је пећина из 19. века. На Видовдан (28. јуна) 1876. велика киша пала је на Причевац. Вода је однела 17 кућа и много стоке. Нестало је село збијеног типа. Људи су почели да се расејавају. Након катастрофе 19 породица се иселило у околину Белоградачика, у Бугарску, а остали су се спустили низ реку. Истог лета наишли су и Черкези (Српско-турски рат) и 23. јуна исте године спалили су и оно што је преостало. Народ је спас пронашао у пећини Говеђа пећ. Након рата становници су се вратили и формирали ново насеље разбијеног типа.
У Књажевачком крају налази се више пећина чији веома богати седиментолошки налази указују на постојање палеолитских насеља, као што су Бараница код Трговишта, Васиљска пећина у селу Васиљ и Говеђа пећ у селу Причевац.